# Helmscherode

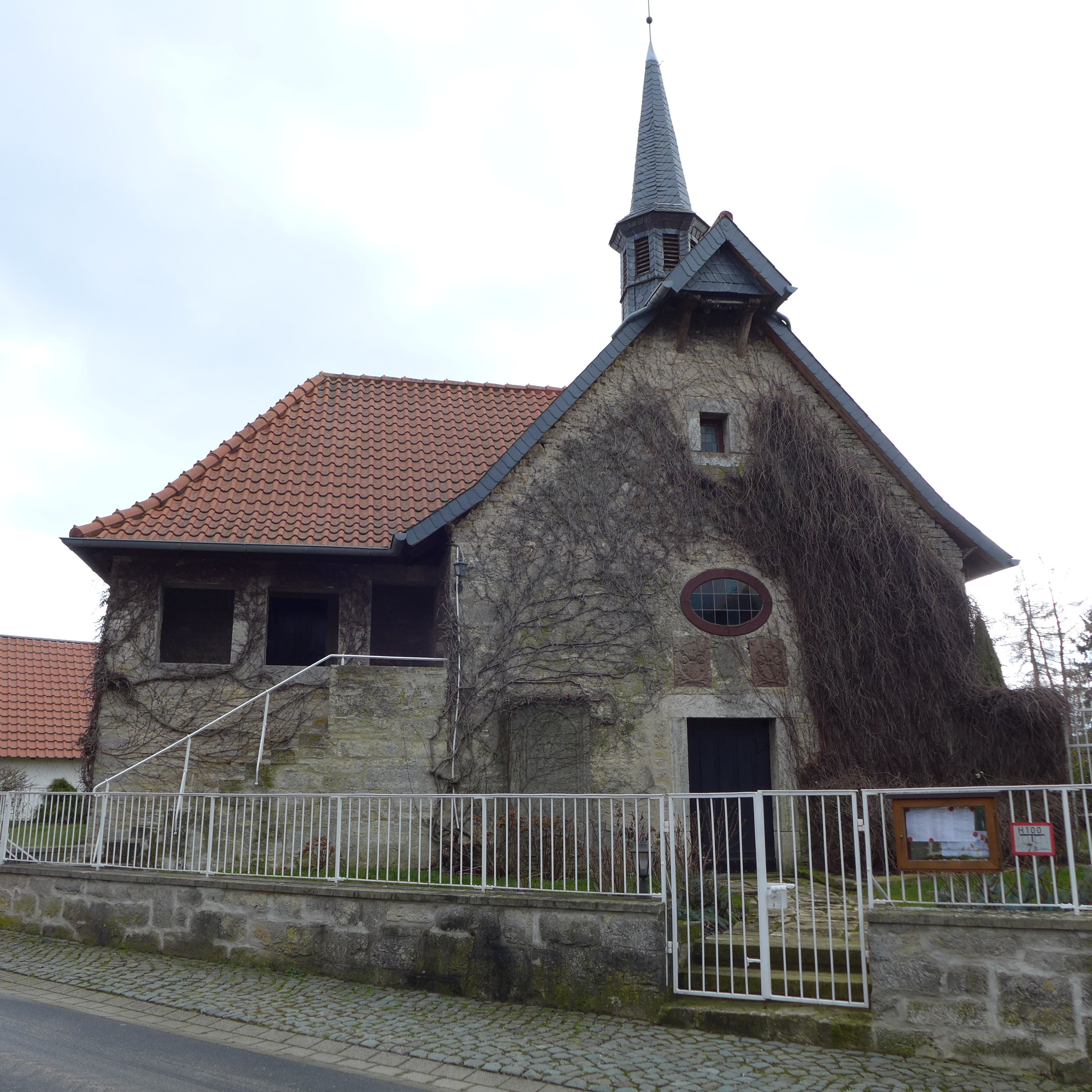
Kirche in Helmscherode

Helmscherode ist ein Dorf und Ortsteil der Stadt Bad Gandersheim in Niedersachsen.

## Geographie
Helmscherode liegt etwa acht Kilometer nördlich der Kernstadt. Es liegt im Nordosten der nach dem Höhenzug Heber benannten Heberbörde.

## Geschichte
Die historischen Ortsnamen lauteten 1382 Helmsingrode, 1401 Helmessingerode, 1427 Helmensingerode, 1435 Helmssingerode, 1480 Helmscherode, um 1510 Helmsirode, 1524 Helmeskerode, 1542 Helmscherode, 1678 Helmscherohda.
Der Namensbestandteil -rode ist dort erläutert.
Das Dorf lag im Amt Gandersheim. Die Gerichtsstätte gehörte zu dessen Obergerichtsbarkeit, hatte auch keine adelige Gerechtsame und stand nicht in der Rittermatrikel, übte aber die Untergerichte über das Dorf und dessen Feldmark aus.
Der ortsbildprägende Gutshof unterlag einem mehrfachen Besitzerwechsel. Aus dem Besitz der Familie Burchtorff ging er 1701 auf Johann Gabriel Cleve (1653–1716, Amtmann in Bevern) über, der mit Marie Juliane Helene Burchtorff (1667–1749) verheiratet war, anschließend auf dessen Sohn Anton Ulrich Cleve (1702–1762, Oberamtmann in Forst, Allersheim und Bevern). Von dessen Erben erwarb es sein Schwiegersohn Major Eberhard Brauns († 1794); über seine Tochter Juliane Dorothea (1763–1796) ging es in die Familie ihres Ehemannes Eberhard Dietrich Reiche (1746–1803) über. Die Allodifikation des Gutshofes fand 1796 statt. Zu dieser Zeit gab es eine Schule und 16 Kötner im Dorf. Im Jahre 1803 wurden insgesamt 27 Feuerstellen mit 172 Einwohnern in dem Dorf gezählt.
Die Wüstung Goltorf wurde u. a. 1149 urkundlich erwähnt und lag wahrscheinlich am Holtersberg südlich von Helmscherode.
Nahe Helmscherode wurde Flussspat zur Verwendung in der Wilhelmshütte gefördert.
Exakt östlich des Ortes lag die 1842 errichtete Telegrafenstation 24a des Preußischen optischen Telegrafen, welche zu Altgandersheim gehörte.
Im Jahre 1904 trat Preußen den Gemeindebezirk Lamspringe an den braunschweigischen Gemeindebezirk Helmscherode ab.
Am 1. März 1974 wurde Helmscherode bei der Gebietsreform in Niedersachsen in die Stadt Bad Gandersheim eingegliedert.

## Politik
Gemäß der Hauptsatzung von Bad Gandersheim werden die Ortsteile der Stadt jeweils durch einen Ortsvorsteher vertreten. Aktuell ist M. Rademacher in dieser Funktion.

## Sehenswürdigkeiten
Bemerkenswert sind das Gut Helmscherode und die Kapelle.

## Persönlichkeiten
- Wilhelm Keitel (1882–1946), Generalfeldmarschall, Chef des OKW und verurteilter Kriegsverbrecher
- Bodewin Keitel (1888–1953), General der Infanterie, Bruder des Vorigen